# Santa Maria de Ribera de Cardós
Santa Maria de Ribera de Cardós és una església parroquial romànica de la vila de Ribera de Cardós, pertanyent al terme municipal de Vall de Cardós, a la comarca del Pallars Sobirà. Formava part de l'antic terme de Ribera de Cardós. Està situada en un pla a la dreta de la Noguera de Cardós, a llevant de la vila de Ribera de Cardós, un xic separada del nucli de població. És una obra protegida com a Bé Cultural d'Interès Local.

## Descripció
Santa Maria de Ribera de Cardós es troba als afores del nucli urbà, davant d'una gran plaça centrada per una creu moderna, precedint el cementiri que s'estén darrere la capçalera. Possiblement en origen era de tres naus rematades a l'est per tres absis semicirculars dels quals actualment només en resta el lateral nord, decorat a l'exterior per arcuacions cegues que descansen sobre petites mènsules i il·luminat per una finestra de doble esqueixada. L'antic absis central fou substituït al segle xviii per una capçalera irregular. Actualment l'església presenta una nau flanquejada per capelles cobertes amb volta d'aresta. La portada romànica d'arc de mig punt es troba als peus de la nau, a la façana de ponent. Consta de tres arcs en degradació el més extern marcat per una sanefa de dents de serra. Al capdamunt trobem tres arcs cecs sota un fris d'escacats i una mica més amunt hi ha un rosetó envoltat pels mateixos elements decoratius. Aquesta portada fou descoberta no fa massa anys sota una gruixuda capa d'arrebossat. En el mur de la façana es veuen traces de murs perpendiculars que possiblement devien formar un atri. Al costat septentrional de l'església s'aixeca un magnífic campanar romànic de quatre pisos. A l'exterior els pisos són separats per arcuacions cegues i petits frisos dentats i escacats, i al pis superior per un de més ample d'entrecreuats. Als dos pisos inferiors s'obren espitlleres, al tercer una finestra de mig punt i al quart una finestra geminada partida per dobles columnes amb capitell, i una petita rosassa al mig dels dos arcs lleugerament apuntats. La construcció és coronada per uns merlets esglaonats que presenten espitlleres.

## Història
El 839, l'acta de Consagració de la Seu d'Urgell menciona "Sancta Maria Cardonensis" a favor de la qual tenen documentades deixes comtals en el segle xii. L'actual fàbrica amb forta empremta mudèjar és dels segles xi i xii, objecte de nombroses modificacions en els segles posteriors i especialment en el curs del segle xvii. En el Diccionari Nomenclàtor de pobles i poblats de Catalunya, es diu que fou dels templers.
Té categoria de parròquia, dins de l'arxiprestat del Pallars Sobirà. Actualment és centre d'una agrupació de parròquies, que inclou les de Sant Julià d'Ainet de Besan, Santa Eugènia d'Ainet de Cardós, Sant Romà d'Aineto, Sant Vicenç d'Alins, Sant Romà d'Anàs, Sant Esteve d'Araós, Sant Climent d'Àreu, Sant Julià d'Arròs, Sant Lliser de Benante, Sant Cristòfol de Boldís Jussà (ara, dedicada a sant Pere), Sant Fruitós de Boldís Sobirà, Santa Maria de Bonestarre, Sant Bartomeu de Burg, Sant Jaume d'Estaon, Sant Pau i Sant Pere d'Esterri de Cardós, Santa Llúcia de Farrera, Santa Maria de Ginestarre, Sant Martí de Lladorre, Sant Pere de Lladrós, Sant Corneli i Sant Cebrià de Lleret, Sant Esteve de Montesclado, Sant Serni de Norís, Sant Bartomeu de Tavascan, Sant Feliu de Tírvia i Sant Pere de Tor, incloses les sufragànies i capelles de cadascuna d'elles. Les seves sufragànies històriques eren les de Sant Andreu de Cassibrós i de Santa Coloma de Surri; també en depenien les capelles de la Puríssima de Casa l'Apotecari, Santa Llúcia de Casa Móra, així com la de Sant Cristòfol, en ruïnes.